# Фактор А
«Фактор А» — российская версия британского проекта The X Factor — музыкального шоу талантов, основной целью которого является поиск и развитие песенного таланта конкурсантов. Все конкурсанты выбираются путём публичных прослушиваний.

## Формат
Именно британский проект The X Factor, созданный в 2004 году известным английским продюсером Саймоном Коуэллом и компанией FremantleMedia, основал международную The X Factor серию. Адаптированные версии шоу были показаны более чем в 20-ти странах мира. К этому времени проект «Икс-Фактор» стал одним из самых популярных песенных талант-шоу в мире, а его победители непременно стали яркими фигурами в шоу-бизнесе в своих странах.
«X Фактор»  (англ.) — слово-идиома: черта характера, которая не имеет чёткого определения и пояснения; талант. В контексте данного шоу — «икс-фактор» — часть «звёздности» в человеке, «звёздный» талант.
В России «Икс Фактор» уже выходил в эфире телеканала «Россия» в 2005—2007 годах, но не имел высоких рейтингов, уступая по популярности «Фабрике звёзд». Локализованная версия называлась «Секрет успеха», и победителем проекта был Владимир Саповский. Второе место заняла Евгения Отрадная. Во втором сезоне победителем стал Николай Тимохин. В 2011 году проект назвали не «Икс Фактор», а «Фактор А» (в честь председателя жюри — Аллы Пугачёвой), в 2015 году шоу получило новое название — «Главная сцена».

## Сезон 1 (2011 год)

### Участники
Ведущие первого сезона: Филипп Киркоров и Владимир Зеленский (на одной из программ его заменяла Ольга Шелест)
Жюри первого сезона: певица Лолита, программный директор «Русского радио» Роман Емельянов и художник-сценограф Борис Краснов
Председатель жюри: Алла Пугачёва
Кастинги на шоу проходили 23 и 24 марта 2011 года в Москве во дворце спорта «Лужники». 25, 26 и 27 марта состоялся второй тур кастинга, на котором определились 9 финалистов. Они были разделены на три категории: исполнители до 25 лет, исполнители старше 25 лет и коллективы. Каждый член жюри стал наставником конкретной категории:
Категория «Группы». Руководитель: Роман Емельянов. Участники: дуэт «Марк Твен» (Ставрополь), дуэт «ДаКи» (Калуга), группа «Шестое чувство» (Москва)
Категория «От 25 лет». Руководитель: Борис Краснов. Участники: Савин Сергей (Усть-Лабинский район, пос. Южный, Краснодарский край), Кружков Филипп (Москва), Туманов Владислав (Екатеринбург)
Категория «От 16 до 25 лет». Руководитель: Лолита Милявская. Участники: Холматов Эркин (Екатеринбург), Качарян Артём (Владикавказ), Черенцова Виктория (г. Коркино, Челябинская область)

### Результаты
Сезон состоял из 11 выпусков. Первый вышел на телеканале «Россия-1» 1 апреля 2011 года; последний — 10 июня. По результатам зрительского голосования и голосования жюри победителем проекта стал подопечный Бориса Краснова — Сергей Савин. В качестве награды он получил контракт на съемку видеоклипа и запись сольного альбома, а также ротацию песен на волнах «Авторадио». Эркин Холматов, занявший второе место получил специальную награду от Аллы Пугачёвой — «Золотую звезду Аллы» и денежную премию в размере 30 000 евро и 5-летнее обучение в музыкальном училище имени Гнесиных.
В таблице представлены результаты проекта. Приведённые номера участников использовались для SMS-голосования. «Цветом» выделены графы с исполнителями, занявшие первые три места и последнее место
| Номер | Исполнитель        | Место |
| ----- | ------------------ | ----- |
| 1     | «Шестое чувство»   | 07    |
| 2     | Артём Качарян      | 03    |
| 3     | Сергей Савин       | 01    |
| 4     | «Марк Твен»        | 05    |
| 5     | Виктория Черенцова | 04    |
| 6     | Филипп Кружков     | 08    |
| 7     | «ДаКи»             | 06    |
| 8     | Эркин Холматов     | 02    |
| 9     | Владислав Туманов  | 09    |

## Сезон 2 (2012 год)
Во втором сезоне телепроекта произошли некоторые изменения. Так вместо Бориса Краснова в состав жюри вошел Игорь Николаев, а соведущим Филиппа Киркорова вместо Владимира Зеленского стал певец Алексей Чумаков. Кроме того, в финал вышло не 9 исполнителей (как в первом сезоне), а 12, три из которых были отсеяны после первого же отчётного концерта.

### Участники
Ведущие второго сезона: Филипп Киркоров и Алексей Чумаков
Жюри второго сезона: певица Лолита, Роман Емельянов и Игорь Николаев
Председатель жюри: Алла Пугачёва
В кастинге для участия во втором сезоне проекта приняло участие 8324 человека из 63 субъектов Российской Федерации. Отбор участников проходил в несколько этапов: 2 — 4 февраля 2012 года в Москве во Дворце спорта «Лужники» состоялся первый этап; 7-9 февраля — второй этап, на котором были определены 12 финалистов. Они были разделены на три категории: исполнители до 25 лет, исполнители старше 25 лет и коллективы. Каждый член жюри стал наставником конкретной категории:
Категория «Группы». Руководитель: Лолита Милявская. Участники: «Мэсседж», «Венера», «Янкиз», «Флеш-моб»
Категория «От 25 лет». Руководитель: Роман Емельянов. Участники: Олег Романов, Юрий Смыслов, Сергей Ревтов, Балыков Александр
Категория «От 16 до 25 лет». Руководитель: Игорь Николаев. Участники: Земфира Жемчужная, Вероника Лысакова, Екатерина Лещёва, Алексей Мехряков (взял на проекте псевдоним Алексей Сулима)

### Результаты
Сезон состоял из 12 выпусков. Первый вышел на телеканале «Россия 1» 10 марта 2012 года; последний — 27 мая. По результатам зрительского голосования победителем второго сезона стал подопечный Игоря Николаева — Алексей Сулима. В качестве награды он получил 50 000 долларов США и ротацию песни на волнах «Русского Радио». Екатерина Лещёва, занявшая второе место получила специальную награду от Аллы Пугачёвой — «Золотую звезду Аллы» и денежную премию в размере 20 000 евро.
В таблице представлены результаты проекта. Приведённые номера участников использовались для SMS-голосования. «Цветом» выделены графы с исполнителями, занявшие первые три места, а также исполнители, исключенные из проекта на первом отчётном концерте.
| Номер | Исполнитель               | Место |
| ----- | ------------------------- | ----- |
| 1     | Алексей Сулима (Мехряков) | 01    |
| 2     | Группа «Мэсседж»          | 10-12 |
| 3     | Олег Романов              | 10-12 |
| 4     | Екатерина Лещёва          | 02    |
| 5     | «Янкиз»                   | 08    |
| 6     | Юрий Смыслов              | 06-07 |
| 7     | Вероника Лысакова         | 06-07 |
| 8     | «Флеш-моб»                | 05    |
| 9     | Александр Балыков         | 03    |
| 10    | Земфира Жемчужная         | 10-12 |
| 11    | «Венера»                  | 09    |
| 12    | Сергей Ревтов             | 04    |

## Сезон 3 (2013 год)
Сразу после окончания второго сезона, в прессе появилась информация о том, что может быть и третий. В июне 2012 года Алла Пугачёва на своем официальном сайте подтвердила это:

Вообще, телеканал «Россия 1» хочет и третий сезон делать. Посмотрим. Если все устроит: формат и так далее… — то почему бы и нет?

Кастинги прошли в ноябре 2012 года, за три месяца до эфира первой программы (в прошлые сезоны разница между кастингами и эфиром была в месяц). Тем самым у финалистов было достаточно времени для подготовки к отчётным концертам. Ещё одно изменение — отсутствие соведущего у Филиппа Киркорова. Как и во втором сезоне, в телевизионную часть проекта прошли 12 исполнителей и групп.

### Участники
Ведущий третьего сезона: Филипп Киркоров
Основное жюри третьего сезона: певица Лолита, Роман Емельянов и Игорь Николаев
Временное жюри: Леонид Ярмольник (заменял Р. Емельянова в 05 выпуске), Диана Арбенина (заменяла Лолиту в 06 выпуске)
Председатель жюри: Алла Пугачёва
В кастинге для участия в третьем сезоне проекта приняло участие около 9 000 человек из России и с Украины, из них несколько сотен были допущены до телекастинга, а во второй тур прошли 92 исполнителя (51 человек — до 25 лет, 27 — старше 25 и 14 — групп). Получается, что на одно место в финале претендовало 750 человек. Отбор участников проходил в несколько этапов: 14 и 15 ноября 2012 года в Москве во Дворце спорта «Лужники» состоялся первый этап; 21—23 ноября — второй, на котором были определены 12 финалистов. Они были разделены на три категории: исполнители до 25 лет, исполнители старше 25 лет и коллективы. Каждый член жюри стал наставником конкретной категории:
Категория «Группы». Руководитель: Лолита Милявская. Участники: «Juzabor», «Lady SWAG», «Три в одном» и «Ярилов зной».
Категория «От 25 лет». Руководитель: Игорь Николаев. Участники: Паулина Дмитренко, Павел Степанов, Ксения Ангел и певица Мали.
Категория «От 16 до 25 лет». Руководитель: Роман Емельянов. Участники: Роман Бехметьев, Ярослав Дронов, Юлия Самойлова и Лаурита.

### Результаты
Сезон состоял из 12 выпусков. Первый вышел на телеканале «Россия 1» 9 февраля 2013 года; последний — 21 апреля. По результатам зрительского голосования победителем третьего сезона стала подопечная Игоря Николаева — певица Мали. В качестве награды она получила контракт на запись сольного альбома и ротацию песни на волнах «Русского радио». Юлия Самойлова и Ярослав Дронов, занявшие второе и третье места соответственно, получили специальный приз от Аллы Пугачёвой — премию «Золотая звезда Аллы».
В таблице представлены результаты проекта. Приведённые номера участников использовались для SMS-голосования. «Цветом» выделены графы с исполнителями, занявшие первые три, а также последнее место.
| Номер | Исполнитель           | Место |
| ----- | --------------------- | ----- |
| 1     | Ксения Ангел          | 11    |
| 2     | «Леди SWAG»           | 12    |
| 3     | Павел Степанов        | 07    |
| 4     | Рим (Роман Бехметьев) | 05    |
| 5     | «Ярилов зной»         | 04    |
| 6     | Мали                  | 01    |
| 7     | Ярослав Дронов        | 03    |
| 8     | «Три в одном»         | 09    |
| 9     | Юлия Самойлова        | 02    |
| 10    | Паулина Дмитренко     | 08    |
| 11    | «Juzabor»             | 10    |
| 12    | Лаурита Ашуева        | 06    |

## Критика
Пресса достаточно благожелательно отзывалась о проекте. Основные замечания касались того, что за три сезона «Фактор А» так и не смог открыть «звезду» (или хотя бы сколько-нибудь известного после проекта артиста) и что не все участники «из народа». Так, например, Вероника Лысакова — актриса и победительница нескольких вокальных конкурсов. Параллельно с «Фактором» на телеканале «Россия» шел сериал «Шаповалов» с её участием. Также в кино снимался другой участник — Сергей Ревтов, а ещё он — автор песен для Филиппа Киркорова, Жанны Фриске, Максима Галкина, Димы Билана, Ани Лорак и др. исполнителей. Земфира Жемчужная — продолжательница артистической цыганской династии. Её бабушка — народная артистка России, актриса театра «Ромэн» — Земфира Жемчужная.
Однако следует заметить, что жюри отказало многим известным людям, пробовавшим свои силы на кастингах «Фактора». Так на шоу не попали: выпускники «Фабрики Звёзд» Юрий Титов и Майк Мироненко, дочь музыканта Владимира Кузьмина — Соня, сын композитора и певицы Любаши — Андрей Залужный (также известный как Андрей Гризли) и другие.

### Комментарии
1. ↑  Данная информация озвучена в первом эпизоде музыкальной программы.